# Йохан Лудвиг фон Хоенлое
Йохан Лудвиг фон Хоенлое (на немски: Johann Ludwig von Hohenlohe) е от 1677 до смъртта си 1689 г. граф на Хоенлое-Нойенщайн в Кюнцелзау.

## Биография
Роден е на 1 юни 1625 година в Нойенщайн. Той е петият син на граф Крафт VII фон Хоенлое-Нойенщайн-Вайкерсхайм-Глайхен (1582 – 1641) и съпругата му пфалцграфиня София фон Цвайбрюкен-Биркенфелд (1593 – 1676), дъщеря на пфалцграф Карл I фон Цвайбрюкен-Биркенфелд (1560 – 1600) и Доротея фон Брауншвайг-Люнебург (1570 – 1649). Брат е на Йохан Фридрих I фон Хоенлое-Нойенщайн-Йоринген (1617 – 1702), граф в Йоринген, Крафт Магнус (1618 – 1670), Зигфрид (1619 – 1684), от 1677 г. граф във Вайкерсхайм, Волфганг Юлиус (1622 – 1698), от 1677 г. граф на Хоенлое-Нойенщайн, Филип Максимилиан Йоханес (1630 – 1658), Анна Доротея (1621 – 1643), омъжена на 8 декември 1638 г. за граф Йоахим Ернст фон Йотинген-Йотинген (1612 – 1658), Маргарета Хедвиг (1625 – 1676), омъжена на 26 септември 1658 г. за пфалцграф Карл II Ото фон Цвайбрюкен-Биркенфелд (1625 – 1671), Шарлота Сузана Мария (1626 – 1666), омъжена 1650 г. за Лудвиг Вирих фон Левенхаупт, граф фон Разеборг (1622 – 1668), Елеанора Клара (1632 – 1709), омъжена на 14 юни 1662 г. за граф Густав Адолф фон Насау-Саарбрюкен (1632 – 1677)
През 1677 г. той и братята му поделят собственостите. Граф Йохан Лудвиг фон Хоенлое получава Кюнцелзау, събаря през 1679 г. замъкът Бартенау в Кюнцелзау и на неговото место построява триетажен дворец в стил късен Ренесанс.
Граф Йохан Лудвиг фон Хоенлое умира бездетен на 15 август 1689 г. на 64 години в Нойенщайн и е погребан там.

## Фамилия
Йохан Лудвиг фон Хоенлое се жени на 13 март или 15 март 1681 г. в Нойенщайн за графиня Магдалена София фон Йотинген-Йотинген (* 17 февруари 1654; † 13 февруари 1691, Кюнцелзау), дъщеря на граф Йоахим Ернст фон Йотинген-Йотинген (1612 – 1659) и третата му съпруга пфалцграфиня Анна София фон Пфалц-Зулбах (1621 – 1675). Бракът е бездетен.

## Галерия
- Дворец Нойенщайн
- Дворец Бартенау в Кюнцелзау
- Кюнцелзау ок. 1880